# المسيحية في ساموا

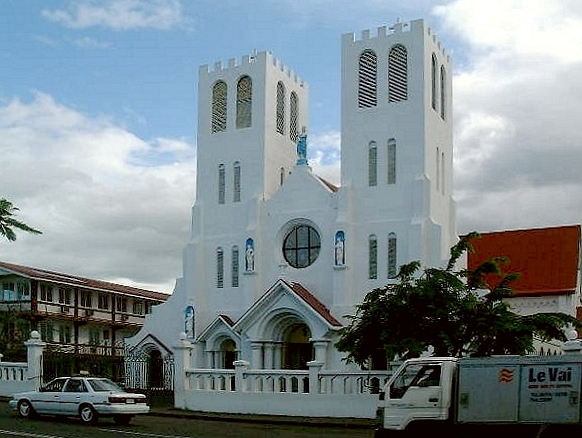
كاتدرائية أبيا الكاثوليكية.

المسيحية في ساموا هي الديانة السائدة والمهيمنة، ووفقاً لتقديرات مركز بيو للأبحاث عام 2010 حوالي 96.7% من سكان ساموا من المسيحيين. وتشير مصادر أخرى أن المسيحية هي ديانة الأغلبية الساحقة في ساموا، حيث ما يقرب من 100% من سكان ساموا هم مسيحيين. وتعد الكنيسة الأبرشانية أكبر المذاهب المسيحية في البلاد، وهي كنيسة بروتستانتية ذات تقاليد إصلاحية وأبرشانية. وفي عام 2012، نصت المادة الأولى من دستور ساموا على أنَّ «ساموا هي أمة مسيحية تأسست باسم الله الآب والابن والروح القدس». وفقاً لبي بي سي يُعتبر المُجتمع الساموي «محافظ للغاية ومسيحي متدين» ويرتبط بشدة حول الأسرة الممتدة، والتي يرأسها رئيس منتخب يدير الشؤون الاجتماعية والاقتصادية والسياسية للعائلة، والكنيسة، والتي هي محور الحياة الترفيهية والاجتماعية.

## تاريخ

### خلفية تاريخية

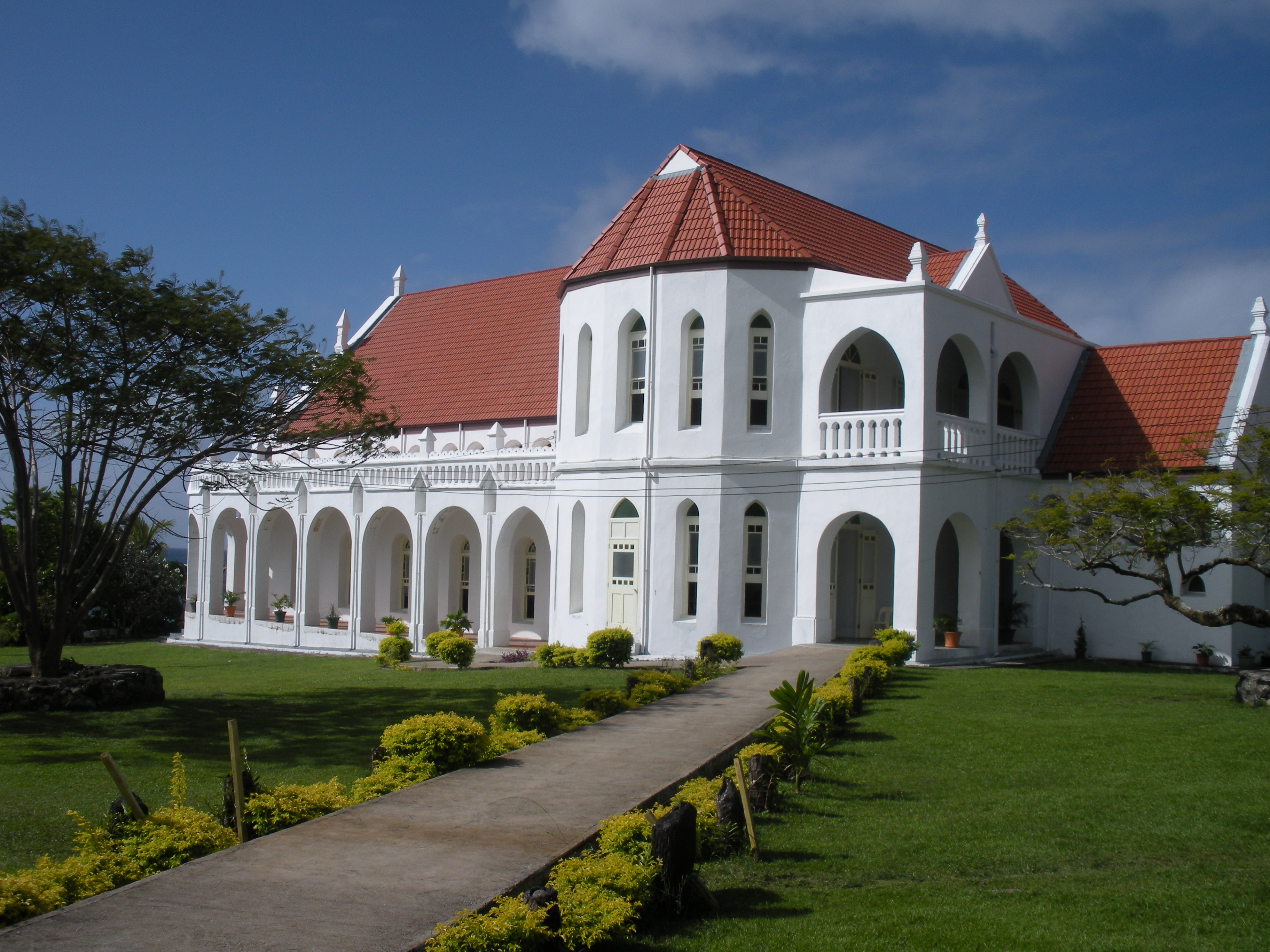
كلية بيولا اللاهوتية الميثودية في بيولا.

قبل وصول الزوار الأوروبيين إلى ساموا، كانت ساموا بلاد متعددة الأديان، وكان السكان المحليين يعتقدون بعبادة الأسلاف. وكان البحارة المسيحيون يزورون ساموا منذ أواخر القرن الثامن عشر، وقاموا بتدريس الديانة المسيحية وتحول بعض السكان المحليين للمسيحية. وفي عام 1830، وصلت جمعية لندن التبشيرية إلى سابابالي، مع وصول مبشرين من تاهيتي وجزر كوك وزوجين من تونغا. ووصل مبشرون من جمعية لندن التبشيرية في وقت الحرب الشرسة والقتال بين القادة المحليين. وقام رئيس باراماونت بالتحول إلى المسيحية، ونتيجة لذلك تبعه جميع أتباعه وأقاربه. وبالمثل قام تيوي مانوا، وهو الحاكم السيادي لجزر مانوا، بالتحول إلى المسيحية. وأصبحت مملكة مانوا معقل لأبرشية جمعية لندن التبشيرية. وفي غضون بضع سنوات، تحولت ساموا كلها تقريباً إلى المسيحية. وسرعان ما بدأت أعداد من السكان المحليين القادمين من خلفية بسيطة أو نبيلة للعمل في البعثات التبشيرية في خارج البلاد. وفي عام 1836 كلف البابا غريغوري السادس عشر عشرة من الآباء المريميين للتبشير بالمذهب الكاثوليكي في غرب المحيط الهادئ، ووصل المبشرون من المعهد الديني الفرنسي إلى ساموا في عام 1845.
في عام 1839 بعد تسع سنوات من وصول نظام إدارة التعلم البروتستانتي، غادر آوائل المبشرين السامويين للقيام بأعمال تبشيرية في ميلانيزيا، ولم يعد الكثير من هؤلاء المبشرين المبكرين في ساموا إلى ديارهم أبداً. وفي عام 1848، طُبعت النسخة الأولى من العهد الجديد باللغة الساموية، وتبعتها نسخة ساموية من العهد القديم في عام 1855. وتنافس المبشرون الكاثوليك والبروتستانت على المتحولون كشكل من التنافس الإمبراطوري بين فرنسا الكاثوليكية والمملكة المتحدة البروتستانتية. وأصبح للمسيحية جذوراً راسخة في الجزر وظل التردد على الكنائس أيام الأحد عاليا حتى يومنا هذا. وفي عام 1896 تم تعيين المونسنيور بروكر فيكار في منصب النائب الرسولي لساموا وتوكيلاو، وكان مقر الإقامة في أبيا. خلال السنوات الأولى من عمل جمعية لندن التبشيرية، طور المبشرون البروتستانت أبجدية للغة الساموية، وتم إنشاء أول مطبعة في ساموا في عام 1839، وقامت بطباعة العديد من الكتب الأدبية المسيحية. وقامت المبشرات من جمعية تبشيرية لندن بترجمة الكتاب المقدس إلى اللغة الساموية. وأنشأت جمعية لندن التبشيرية مطبعة وكلية لاهوتية في مالوا.

### الوضع الحالي
في عام 1954، تم تعيين بيو تاوفينو كأول كاردينال كاثوليكي في منطقة بولينيزيا، وفي عام 2006 توفي أول كاردينال في منطقة في المحيط الهادئ عن عمر يناهز 82 عامًا. وفي عام 2007 خلال حفل نظمته الكنيسة الكاثوليكية، طلب رئيس ساموا مغفرة إلهية لخطايا بلاده. وأرسلت فانواتو وفداً من الشباب للمرة الأولى ضم آلف شاب كاثوليكي في أيام الشبيبة الكاثوليكية العالمي عام 2008 عندما عُقد في مدينة سيدني الأسترالية. وتنشط المنظمات الدينية الكاثوليكية في مجال الصحة والتعليم والعمل الاجتماعي في ساموا، بما في ذلك نشاطات المعاهد الدينية للأخوة المريميين والأخوات الصغار من الفقراء. وجد تعداد عام 2001 توزيع الجماعات المسيحية كالآتي: 34.8% من السكان من أتباع الكنيسة الأبرشانية؛ وحوالي 19.6% رومان كاثوليك، وحوالي 15% ميثوديين، وحوالي 12.7% من أتباع كنيسة يسوع المسيح لقديسي الأيام الأخيرة (المورمون)، وحوالي 6.6% من أتباع جمعيات الله، وحوالي 3.5% من السبتيين. ويُشكل أتباع كل من كنيسة الناصري والأنجليكانية وشهود يهوه والكنيسة المعمدانية حوالي 5% من السكان. المسيحيون في ساموا، يختنون ذكورهم في الغالب رغم أن شريعة الختان قد أسقطت في العهد الجديد أي أن مختلف الكنائس لا تلزم أتباعها بها، حيث أنّ الأغلبية الساحقة من مسيحيين ساموا الذكور مختونين، لأسباب ثقافية واجتماعية.
يحمي الدستور والقوانين والسياسات الأخرى حق الحرية الدينية، وينص الدستور على حق اختيار وممارسة وتغيير الدين الذي يختاره المرء. وتغطي الحماية القانونية التمييز أو الاضطهاد من قبل الجهات الفاعلة الخاصة والحكومية. ويوفر الدستور الحرية من التعليم الديني في المدارس الحكومية ويمنح كل مجموعة دينية الحق في إنشاء مدارسها الخاصة. ومع ذلك، فإن سياسة التعليم لعام 2009، التي فرضت منذ عام 2010، تجعل تدريس الدين المسيحي إلزامياً في المدارس الابتدائية الحكومية واختياريًا في المدارس الثانوية الحكومية. وتُدَّرِس المدارس الرعوية التي تديرها الكنائس المسيحية المختلفة في معظم القرى عادةً التعليم الديني بعد ساعات الدوام المدرسي. وتعترف الحكومة بعدد من الأعياد المسيحية كعطل رسمية منها عيد القيامة وعيد الميلاد. وفي يونيو من عام 2017، أقر برلمان ساموا مشروع قانون لتعزيز وضع المسيحية في دستور البلاد، بما في ذلك الإشارة إلى الثالوث. وتُشير مصادر إلى «ما فعلته ساموا هو زيادة الإشارة إلى المسيحية في صلب الدستور». وصفت ديباجة الدستور بالفعل البلاد بأنها «دولة مستقلة تقوم على المبادئ المسيحية وعادات وتقاليد ساموا». وتقليدياً تُميل القرى في ساموا إلى إنشاء كنيسة مسيحية أساسية واحدة، وغالباً ما يختار رؤساء القرى الطائفة الدينية لأسرهم الممتدة. ولدى العديد من القرى الكبيرة كنائس متعددة تخدم الطوائف المختلفة وتتعايش بسلام.

## ديموغرافيا

### تعداد السكان
| الإنتماء الديني                         | تعداد 2001 | تعداد 2006 | تعداد 2011 | تعداد 2016 |
| --------------------------------------- | ---------- | ---------- | ---------- | ---------- |
| الكنيسة المسيحية الأبرشانية في ساموا    | 35.0%      | 33.8%      | 31.8%      | 29.0%      |
| الكنيسة الرومانية الكاثوليكية           | 19.7%      | 19.6%      | 19.4%      | 18.8%      |
| كنيسة يسوع المسيح لقديسي الأيام الأخيرة | 12.5%      | 13.3%      | 15.1%      | 16.9%      |
| الكنيسة الميثودية                       | 15.0%      | 14.3%      | 13.7%      | 12.4%      |
| الخمسينية                               | 6.6%       | 6.9%       | 8.0%       | 6.8%       |
| الأدفنتست                               | 3.5%       | 3.5%       | 3.9%       | 4.4%       |
| طوائف مسيحية آخرى                       | 7.7%       | 8.6%       | 8.1%       | 11.7%      |